# مقاطعة كالهون (مسيسيبي)
مقاطعة كالهون (بالإنجليزية: Calhoun County, Mississippi)‏ هي إحدى مقاطعات ولاية مسيسيبي في الولايات المتحدة. ، بلغ عدد سكانها 14962 نسمة في عام 2010 حسب إحصاء مكتب تعداد الولايات المتحدة وتصل الكثافة السكانية فيها 5 نسمة/كم2.

## أعلام
- ديف باركر

## وصلات خارجية
- United States Counties